# Pizzoli
Pizzoli är en ort och kommun i provinsen L'Aquila i regionen Abruzzo i Italien. Kommunen hade 4 627 invånare (2018).